# Abu Nu`aym
 (janvier 2015).
Si vous disposez d'ouvrages ou d'articles de référence ou si vous connaissez des sites web de qualité traitant du thème abordé ici, merci de compléter l'article en donnant les références utiles à sa vérifiabilité et en les liant à la section « Notes et références ».
Abu Nu`aym est un théologien shafi'ite. Il est né à Ispahan en janvier 948 et mort en octobre 1038.

## Biographie
Il fit autorité à la fois en matière de fiqh et de taçawwuf. Son grand-père, Muhammad ibn Yûsuf était lui-même un ascète renommé, le premier de sa lignée à avoir embrassé l’islam. 
Son père, lui aussi un savant, le fit former dès l’âge de six ans par de grands maîtres de son temps. Il voyagea et étudia en Iraq, au Hedjaz et au Khorasan et fut considéré comme une autorité en matière de hadîth. 
On cite parmi ses karâmât (miracles) le fait que la mosquée d’Ispahan se soit effondrée deux fois à la suite d'une malédiction qu’il avait proférée à son encontre. Il compte parmi les premiers biographes autorisés de Rabia al Adawiyya. Auteur de différents livres, ses contemporains lui interdirent de demeurer dans la mosquée principale d'Ispahan puis l’expulsèrent de la ville.
Al-Sha‘ranî rapporte qu’il sauva, au moyen d’un miracle, sa ville quand le sultan Mahmûd s’en empara.

## Œuvre
Son ouvrage principal, Hilya al-’awliyâ’ wa tabaqât al-’aṣfiyâ’, est un écrit qui recense les paroles des pieux prédécesseurs au sujet de leur ascétisme. 